# Kletvica
Kletje pomeni izrekanje slabšalne(ih) besede(-) v zvezi s priimkom, imenom, nacionalnostjo, poklicem, bogom itd.
Pri pisanju se kletvica izogne cenzuri z izpuščanjem črk (npr. j.bi se) ali nadomeščanjem besed s simboli v animaciji.